# ريدون آر 200

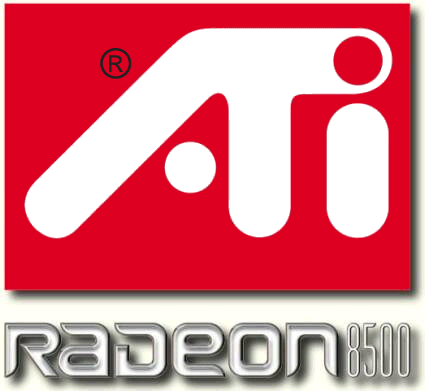

ريدون آر 200 (بالإنجليزية: Radeon R200)‏ وهو ثاني جيل من سلسلة ريدون من وحدات معالجة الرسوميات في شركة إيه تي آي. وهي السلسلة التي أمّنت استمرارية شركة إي تي آي في حين كان معظم وحدات معالجة الرسوميات التابعة لشركات أخرى تبوء بالفشل، ورفعتها إلى مستوى متعادل مع شركة إنفيديا. وتحتوي هذه السلسة على مسرع رسوميات ثلاثية الأبعاد مبنية على نظام مكتبة الرسوميات المفتوحة 1.3 (OpenGL 1.3) دايركت ثري دي 8 (Direct3D 8),، وهو تحسن كبير عن سلسلة ريدون آر 100 من ناحية الأداء والمميزات. وتحتوي هذه الرقاقات أيضا على مسرع ثنائي الأبعاد ومسرع الفيديو وقدرة عرض على عدة شاشات. وهي قاعدة لتصميم منتجات أخرى عديدة. وتسمية آر 200 هو مصطلح للجيل الأول لهذه السلسلة من الوحدات.